# Wuyishan
Wuyishan (武夷山 ; pinyin : Wǔyíshān) est une ville-district de la province chinoise du Fujian. Elle est placée sous la juridiction de la ville-préfecture de Nanping et doit son nom à une célèbre montagne située sur son territoire, le mont Wuyi.

## Subdivisions administratives
| Nom français (pinyin) | Type          | Nom chinois |
| --------------------- | ------------- | ----------- |
| Chongan               | sous-district | 崇安街道    |
| Xinfeng               | sous-district | 新丰街道    |
| Xingcun               | bourg         | 星村镇      |
| Xingtian              | bourg         | 兴田镇      |
| Wufu                  | bourg         | 五夫镇      |
| Shangmei              | canton        | 上梅乡      |
| Wutun                 | canton        | (吴屯乡     |
| Langu                 | canton        | 岚谷乡      |
| Yangzhuang            | canton        | 洋庄乡      |

## Démographie
La population du district était de 212 811 habitants en 1999.